# 1458
Portal Geschichte | Portal Biografien | Aktuelle Ereignisse | Jahreskalender | Tagesartikel

◄ |
14. Jahrhundert |
15. Jahrhundert
| 16. Jahrhundert | ►

◄ |
1420er |
1430er |
1440er |
1450er
| 1460er | 1470er | 1480er | ►

◄◄ |
◄ |
1454 |
1455 |
1456 |
1457 |
1458
| 1459 | 1460 | 1461 | 1462 | ► | ►►
Staatsoberhäupter  · Nekrolog
| Januar | Januar | Januar | Januar | Januar | Januar | Januar | Januar |
| Kw     | Mo     | Di     | Mi     | Do     | Fr     | Sa     | So     |
| ------ | ------ | ------ | ------ | ------ | ------ | ------ | ------ |
| 52     |        |        |        |        |        |        | 1      |
| 1      | 2      | 3      | 4      | 5      | 6      | 7      | 8      |
| 2      | 9      | 10     | 11     | 12     | 13     | 14     | 15     |
| 3      | 16     | 17     | 18     | 19     | 20     | 21     | 22     |
| 4      | 23     | 24     | 25     | 26     | 27     | 28     | 29     |
| 5      | 30     | 31     |        |        |        |        |        |

| Februar | Februar | Februar | Februar | Februar | Februar | Februar | Februar |
| Kw      | Mo      | Di      | Mi      | Do      | Fr      | Sa      | So      |
| ------- | ------- | ------- | ------- | ------- | ------- | ------- | ------- |
| 5       |         |         | 1       | 2       | 3       | 4       | 5       |
| 6       | 6       | 7       | 8       | 9       | 10      | 11      | 12      |
| 7       | 13      | 14      | 15      | 16      | 17      | 18      | 19      |
| 8       | 20      | 21      | 22      | 23      | 24      | 25      | 26      |
| 9       | 27      | 28      |         |         |         |         |         |

| März | März | März | März | März | März | März | März |
| Kw   | Mo   | Di   | Mi   | Do   | Fr   | Sa   | So   |
| ---- | ---- | ---- | ---- | ---- | ---- | ---- | ---- |
| 9    |      |      | 1    | 2    | 3    | 4    | 5    |
| 10   | 6    | 7    | 8    | 9    | 10   | 11   | 12   |
| 11   | 13   | 14   | 15   | 16   | 17   | 18   | 19   |
| 12   | 20   | 21   | 22   | 23   | 24   | 25   | 26   |
| 13   | 27   | 28   | 29   | 30   | 31   |      |      |

| April | April | April | April | April | April | April | April |
| Kw    | Mo    | Di    | Mi    | Do    | Fr    | Sa    | So    |
| ----- | ----- | ----- | ----- | ----- | ----- | ----- | ----- |
| 13    |       |       |       |       |       | 1     | 2     |
| 14    | 3     | 4     | 5     | 6     | 7     | 8     | 9     |
| 15    | 10    | 11    | 12    | 13    | 14    | 15    | 16    |
| 16    | 17    | 18    | 19    | 20    | 21    | 22    | 23    |
| 17    | 24    | 25    | 26    | 27    | 28    | 29    | 30    |

| Mai | Mai | Mai | Mai | Mai | Mai | Mai | Mai |
| Kw  | Mo  | Di  | Mi  | Do  | Fr  | Sa  | So  |
| --- | --- | --- | --- | --- | --- | --- | --- |
| 18  | 1   | 2   | 3   | 4   | 5   | 6   | 7   |
| 19  | 8   | 9   | 10  | 11  | 12  | 13  | 14  |
| 20  | 15  | 16  | 17  | 18  | 19  | 20  | 21  |
| 21  | 22  | 23  | 24  | 25  | 26  | 27  | 28  |
| 22  | 29  | 30  | 31  |     |     |     |     |

| Juni | Juni | Juni | Juni | Juni | Juni | Juni | Juni |
| Kw   | Mo   | Di   | Mi   | Do   | Fr   | Sa   | So   |
| ---- | ---- | ---- | ---- | ---- | ---- | ---- | ---- |
| 22   |      |      |      | 1    | 2    | 3    | 4    |
| 23   | 5    | 6    | 7    | 8    | 9    | 10   | 11   |
| 24   | 12   | 13   | 14   | 15   | 16   | 17   | 18   |
| 25   | 19   | 20   | 21   | 22   | 23   | 24   | 25   |
| 26   | 26   | 27   | 28   | 29   | 30   |      |      |

| Juli | Juli | Juli | Juli | Juli | Juli | Juli | Juli |
| Kw   | Mo   | Di   | Mi   | Do   | Fr   | Sa   | So   |
| ---- | ---- | ---- | ---- | ---- | ---- | ---- | ---- |
| 26   |      |      |      |      |      | 1    | 2    |
| 27   | 3    | 4    | 5    | 6    | 7    | 8    | 9    |
| 28   | 10   | 11   | 12   | 13   | 14   | 15   | 16   |
| 29   | 17   | 18   | 19   | 20   | 21   | 22   | 23   |
| 30   | 24   | 25   | 26   | 27   | 28   | 29   | 30   |
| 31   | 31   |      |      |      |      |      |      |

| August | August | August | August | August | August | August | August |
| Kw     | Mo     | Di     | Mi     | Do     | Fr     | Sa     | So     |
| ------ | ------ | ------ | ------ | ------ | ------ | ------ | ------ |
| 31     |        | 1      | 2      | 3      | 4      | 5      | 6      |
| 32     | 7      | 8      | 9      | 10     | 11     | 12     | 13     |
| 33     | 14     | 15     | 16     | 17     | 18     | 19     | 20     |
| 34     | 21     | 22     | 23     | 24     | 25     | 26     | 27     |
| 35     | 28     | 29     | 30     | 31     |        |        |        |

| September | September | September | September | September | September | September | September |
| Kw        | Mo        | Di        | Mi        | Do        | Fr        | Sa        | So        |
| --------- | --------- | --------- | --------- | --------- | --------- | --------- | --------- |
| 35        |           |           |           |           | 1         | 2         | 3         |
| 36        | 4         | 5         | 6         | 7         | 8         | 9         | 10        |
| 37        | 11        | 12        | 13        | 14        | 15        | 16        | 17        |
| 38        | 18        | 19        | 20        | 21        | 22        | 23        | 24        |
| 39        | 25        | 26        | 27        | 28        | 29        | 30        |           |

| Oktober | Oktober | Oktober | Oktober | Oktober | Oktober | Oktober | Oktober |
| Kw      | Mo      | Di      | Mi      | Do      | Fr      | Sa      | So      |
| ------- | ------- | ------- | ------- | ------- | ------- | ------- | ------- |
| 39      |         |         |         |         |         |         | 1       |
| 40      | 2       | 3       | 4       | 5       | 6       | 7       | 8       |
| 41      | 9       | 10      | 11      | 12      | 13      | 14      | 15      |
| 42      | 16      | 17      | 18      | 19      | 20      | 21      | 22      |
| 43      | 23      | 24      | 25      | 26      | 27      | 28      | 29      |
| 44      | 30      | 31      |         |         |         |         |         |

| November | November | November | November | November | November | November | November |
| Kw       | Mo       | Di       | Mi       | Do       | Fr       | Sa       | So       |
| -------- | -------- | -------- | -------- | -------- | -------- | -------- | -------- |
| 44       |          |          | 1        | 2        | 3        | 4        | 5        |
| 45       | 6        | 7        | 8        | 9        | 10       | 11       | 12       |
| 46       | 13       | 14       | 15       | 16       | 17       | 18       | 19       |
| 47       | 20       | 21       | 22       | 23       | 24       | 25       | 26       |
| 48       | 27       | 28       | 29       | 30       |          |          |          |

| Dezember | Dezember | Dezember | Dezember | Dezember | Dezember | Dezember | Dezember |
| Kw       | Mo       | Di       | Mi       | Do       | Fr       | Sa       | So       |
| -------- | -------- | -------- | -------- | -------- | -------- | -------- | -------- |
| 48       |          |          |          |          | 1        | 2        | 3        |
| 49       | 4        | 5        | 6        | 7        | 8        | 9        | 10       |
| 50       | 11       | 12       | 13       | 14       | 15       | 16       | 17       |
| 51       | 18       | 19       | 20       | 21       | 22       | 23       | 24       |
| 52       | 25       | 26       | 27       | 28       | 29       | 30       | 31       |

| Januar | Januar | Januar | Januar | Januar | Januar | Januar | Januar |
| Kw     | Mo     | Di     | Mi     | Do     | Fr     | Sa     | So     |
| ------ | ------ | ------ | ------ | ------ | ------ | ------ | ------ |
| 52     |        |        |        |        |        |        | 1      |
| 1      | 2      | 3      | 4      | 5      | 6      | 7      | 8      |
| 2      | 9      | 10     | 11     | 12     | 13     | 14     | 15     |
| 3      | 16     | 17     | 18     | 19     | 20     | 21     | 22     |
| 4      | 23     | 24     | 25     | 26     | 27     | 28     | 29     |
| 5      | 30     | 31     |        |        |        |        |        |

| Februar | Februar | Februar | Februar | Februar | Februar | Februar | Februar |
| Kw      | Mo      | Di      | Mi      | Do      | Fr      | Sa      | So      |
| ------- | ------- | ------- | ------- | ------- | ------- | ------- | ------- |
| 5       |         |         | 1       | 2       | 3       | 4       | 5       |
| 6       | 6       | 7       | 8       | 9       | 10      | 11      | 12      |
| 7       | 13      | 14      | 15      | 16      | 17      | 18      | 19      |
| 8       | 20      | 21      | 22      | 23      | 24      | 25      | 26      |
| 9       | 27      | 28      |         |         |         |         |         |

| März | März | März | März | März | März | März | März |
| Kw   | Mo   | Di   | Mi   | Do   | Fr   | Sa   | So   |
| ---- | ---- | ---- | ---- | ---- | ---- | ---- | ---- |
| 9    |      |      | 1    | 2    | 3    | 4    | 5    |
| 10   | 6    | 7    | 8    | 9    | 10   | 11   | 12   |
| 11   | 13   | 14   | 15   | 16   | 17   | 18   | 19   |
| 12   | 20   | 21   | 22   | 23   | 24   | 25   | 26   |
| 13   | 27   | 28   | 29   | 30   | 31   |      |      |

| April | April | April | April | April | April | April | April |
| Kw    | Mo    | Di    | Mi    | Do    | Fr    | Sa    | So    |
| ----- | ----- | ----- | ----- | ----- | ----- | ----- | ----- |
| 13    |       |       |       |       |       | 1     | 2     |
| 14    | 3     | 4     | 5     | 6     | 7     | 8     | 9     |
| 15    | 10    | 11    | 12    | 13    | 14    | 15    | 16    |
| 16    | 17    | 18    | 19    | 20    | 21    | 22    | 23    |
| 17    | 24    | 25    | 26    | 27    | 28    | 29    | 30    |

| Mai | Mai | Mai | Mai | Mai | Mai | Mai | Mai |
| Kw  | Mo  | Di  | Mi  | Do  | Fr  | Sa  | So  |
| --- | --- | --- | --- | --- | --- | --- | --- |
| 18  | 1   | 2   | 3   | 4   | 5   | 6   | 7   |
| 19  | 8   | 9   | 10  | 11  | 12  | 13  | 14  |
| 20  | 15  | 16  | 17  | 18  | 19  | 20  | 21  |
| 21  | 22  | 23  | 24  | 25  | 26  | 27  | 28  |
| 22  | 29  | 30  | 31  |     |     |     |     |

| Juni | Juni | Juni | Juni | Juni | Juni | Juni | Juni |
| Kw   | Mo   | Di   | Mi   | Do   | Fr   | Sa   | So   |
| ---- | ---- | ---- | ---- | ---- | ---- | ---- | ---- |
| 22   |      |      |      | 1    | 2    | 3    | 4    |
| 23   | 5    | 6    | 7    | 8    | 9    | 10   | 11   |
| 24   | 12   | 13   | 14   | 15   | 16   | 17   | 18   |
| 25   | 19   | 20   | 21   | 22   | 23   | 24   | 25   |
| 26   | 26   | 27   | 28   | 29   | 30   |      |      |

| Juli | Juli | Juli | Juli | Juli | Juli | Juli | Juli |
| Kw   | Mo   | Di   | Mi   | Do   | Fr   | Sa   | So   |
| ---- | ---- | ---- | ---- | ---- | ---- | ---- | ---- |
| 26   |      |      |      |      |      | 1    | 2    |
| 27   | 3    | 4    | 5    | 6    | 7    | 8    | 9    |
| 28   | 10   | 11   | 12   | 13   | 14   | 15   | 16   |
| 29   | 17   | 18   | 19   | 20   | 21   | 22   | 23   |
| 30   | 24   | 25   | 26   | 27   | 28   | 29   | 30   |
| 31   | 31   |      |      |      |      |      |      |

| August | August | August | August | August | August | August | August |
| Kw     | Mo     | Di     | Mi     | Do     | Fr     | Sa     | So     |
| ------ | ------ | ------ | ------ | ------ | ------ | ------ | ------ |
| 31     |        | 1      | 2      | 3      | 4      | 5      | 6      |
| 32     | 7      | 8      | 9      | 10     | 11     | 12     | 13     |
| 33     | 14     | 15     | 16     | 17     | 18     | 19     | 20     |
| 34     | 21     | 22     | 23     | 24     | 25     | 26     | 27     |
| 35     | 28     | 29     | 30     | 31     |        |        |        |

| September | September | September | September | September | September | September | September |
| Kw        | Mo        | Di        | Mi        | Do        | Fr        | Sa        | So        |
| --------- | --------- | --------- | --------- | --------- | --------- | --------- | --------- |
| 35        |           |           |           |           | 1         | 2         | 3         |
| 36        | 4         | 5         | 6         | 7         | 8         | 9         | 10        |
| 37        | 11        | 12        | 13        | 14        | 15        | 16        | 17        |
| 38        | 18        | 19        | 20        | 21        | 22        | 23        | 24        |
| 39        | 25        | 26        | 27        | 28        | 29        | 30        |           |

| Oktober | Oktober | Oktober | Oktober | Oktober | Oktober | Oktober | Oktober |
| Kw      | Mo      | Di      | Mi      | Do      | Fr      | Sa      | So      |
| ------- | ------- | ------- | ------- | ------- | ------- | ------- | ------- |
| 39      |         |         |         |         |         |         | 1       |
| 40      | 2       | 3       | 4       | 5       | 6       | 7       | 8       |
| 41      | 9       | 10      | 11      | 12      | 13      | 14      | 15      |
| 42      | 16      | 17      | 18      | 19      | 20      | 21      | 22      |
| 43      | 23      | 24      | 25      | 26      | 27      | 28      | 29      |
| 44      | 30      | 31      |         |         |         |         |         |

| November | November | November | November | November | November | November | November |
| Kw       | Mo       | Di       | Mi       | Do       | Fr       | Sa       | So       |
| -------- | -------- | -------- | -------- | -------- | -------- | -------- | -------- |
| 44       |          |          | 1        | 2        | 3        | 4        | 5        |
| 45       | 6        | 7        | 8        | 9        | 10       | 11       | 12       |
| 46       | 13       | 14       | 15       | 16       | 17       | 18       | 19       |
| 47       | 20       | 21       | 22       | 23       | 24       | 25       | 26       |
| 48       | 27       | 28       | 29       | 30       |          |          |          |

| Dezember | Dezember | Dezember | Dezember | Dezember | Dezember | Dezember | Dezember |
| Kw       | Mo       | Di       | Mi       | Do       | Fr       | Sa       | So       |
| -------- | -------- | -------- | -------- | -------- | -------- | -------- | -------- |
| 48       |          |          |          |          | 1        | 2        | 3        |
| 49       | 4        | 5        | 6        | 7        | 8        | 9        | 10       |
| 50       | 11       | 12       | 13       | 14       | 15       | 16       | 17       |
| 51       | 18       | 19       | 20       | 21       | 22       | 23       | 24       |
| 52       | 25       | 26       | 27       | 28       | 29       | 30       | 31       |

## Ereignisse

### Politik und Weltgeschehen

#### Mittel- und Osteuropa

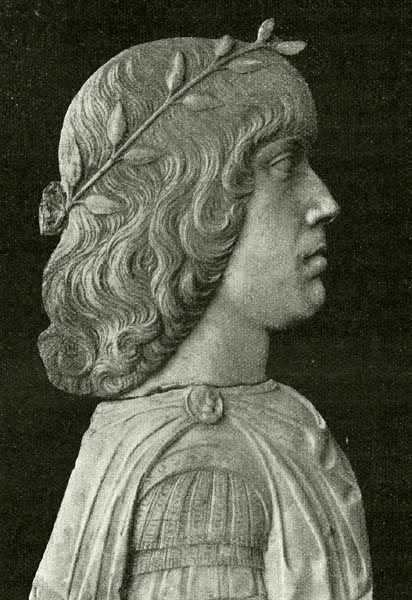
Matthias Corvinus als Knabe

- 24. Januar: Matthias Corvinus wird in Nachfolge seines 1456 verstorbenen Vaters Johann Hunyadi im Alter von 14 Jahren zum König von Ungarn gewählt. Er wird dabei von Georg von Podiebrad unterstützt, der ihn in den Jahren zuvor als Geisel gefangengehalten hat. Damit macht er sich Kaiser Friedrich III. zum Feind, der gleichfalls die ungarische Königskrone beansprucht und sich dabei vor allem auf den Adel Westungarns stützen kann, der ein Hunyadi-Königtum mehrheitlich ablehnt.
- 27. Februar: Georg von Podiebrad wird von einer utraquistischen Ständemehrheit zum böhmischen König gewählt, wobei die Stände andere Thronansprüche ignorieren. Um das nach dem Tod von Ladislaus Postumus freigewordene Amt haben sich der polnische König Kasimir, der sächsische Herzog Wilhelm, Friedrich von Brandenburg und der französische Prinz Karl von Valois beworben. In Iglau kommt es zum Widerstand gegen Georg. Dieser zieht mit seinem Heer dorthin und belagert die Stadt vier Monate, bevor am 15. November ein Friedensvertrag abgeschlossen wird, in dem sich die Iglauer verpflichten, dem König zu huldigen. Auch Breslau leistet vorläufig Widerstand.

#### Süd- und Westeuropa
Als Alfons V. von Aragón, der als Alfons I. auch den Thron von Neapel innehat, auf dem Höhepunkt der Auseinandersetzungen mit Papst Calixt III., dessen Förderer er ursprünglich war, am 27. Juni stirbt, verweigert Kalixt seinem Sohn Ferdinand die Krone und zieht das Lehen ein. Kalixts Neffe Pedro Luis wird mit den Vikariaten von Terracina und Benevent belehnt, die bislang der verstorbene König innehatte, dazu wird er mit der Führung der Truppen im unausweichlichen Krieg gegen die Aragonesen betraut. Ferdinand besetzt als Reaktion das Königreich Neapel. Er wird wenige Monate später, nach dem Tod des Papstes, von dessen Nachfolger mit dem Lehen betraut.

### Wissenschaft und Technik
Das Magdalen College der University of Oxford wird gegründet.

### Gesellschaft
Der Humanist und Philosoph Nicolaus Cusanus gründet in Kues das St. Nikolaus-Hospital als Armenhospital für 33 Männer aus Adel, Klerus und Bürgertum.

### Religion
Am 6. August stirbt Papst Calixt III. in Rom. Auf dem Konklave vom 14. August bis zum 19. August fällt die Wahl auf Enea Silvio de’ Piccolomini, Fürstbischof von Ermland und Archidiakon von Xanten, der sich als Papst Pius II. nennt. Die Inthronisierung erfolgt am 3. September. Als Papst ist Piccolomini nun ein entschiedener Verfechter des Papalismus und kämpft für die Entscheidungsgewalt des Papstes in allen kirchlichen und weltlichen Belangen.

## Geboren

### Geburtsdatum gesichert
- 15. Februar: Iwan Iwanowitsch der Junge, russischer Großfürst († 1490)
- 18. März: Peter Offenburg, Bürgermeister von Basel († 1514)
- 09. April: Camilla Battista Varano, italienische Klarissin und Mystikerin († 1524)
- 13. April: Johann II., Herzog von Kleve und Graf von der Mark († 1521)
- 19. April: Alessandro Cinuzzi, italienischer Page († 1474)
- 23. April: Georg von Gemmingen, Domherr in Worms und Speyer, sowie Generalvikar des Bistums Speyer († 1511)
- 02. Mai: Eleonore von Portugal, Königin von Portugal (als Ehegattin, nicht als Regentin aus eigenem Recht) († 1525)
- 01. Juli: Matthäus von Pappenheim, deutscher Humanist, Historiker, Genealoge und Domherr († 1541)
- 09. Juli: Friedrich IV., nicht regierender Markgraf von Baden und Bischof von Utrecht († 1517)
- 11. Juli: Kaspar, Pfalzgraf und Herzog von Pfalz-Zweibrücken († 1527)
- 28. Juli: Jacopo Sannazaro, italienischer Dichter († 1530)
- 18. August: Lorenzo Pucci, italienischer Kardinal († 1531)
- 1. September: Dorothea von Hof, Konstanzer Patrizierin und Schreiberin († 1501)
- 03. Oktober: Kasimir von Polen, polnischer und litauischer Nationalheiliger († 1484)
- 16. Oktober: Adolf von Anhalt-Zerbst, katholischer Bischof von Merseburg († 1526)
- 31. Oktober: Wolfgang von Polheim, österreichischer Adeliger, Oberhauptmann und Regent in den niederösterreichischen Landen († 1512)

### Genaues Geburtsdatum unbekannt
- Christoph Beyer, deutscher Chronist († 1518)
- Pietro Bonomo, Bischof von Triest und Wien († 1546)
- Guillaume II. de Croÿ, burgundischer Politiker († 1521)
- Cornelis von Glymes von Bergen, burgundischer Adeliger und Militär († 1509)
- Kim Jeon, koreanischer Politiker und neokonfuzianischer Philosoph und Dichter († 1523)
- Pietro di Francesco Orioli, italienischer Maler († 1496)
- Cäsar Pflugk, sächsischer Adeliger, Amtmann und Rittergutbesitzer († 1524)
- Reinhard von Rüppurr, Fürstbischof von Worms († 1533)
- Christian Studer, Schweizer Kaufmann und Bürgermeister († 1531)
- Anton Tucher, Nürnberger Kaufmann und Mäzen († 1524)

### Geboren um 1458
- 1457/58: Alexander Agricola, franco-flämischer Komponist, Sänger und Instrumentalist († 1506)

## Gestorben

### Erstes Halbjahr
- 14. Januar: Anna von Plauen, Äbtissin von Quedlinburg (* vor 1435)
- 17. Januar: Ludwig I., Landgraf von Hessen (* 1402)
- 19. Februar: Johann, Titular-Graf von Freiburg, Graf von Neuenburg und Herr von Badenweiler (* 1396)
- 20. Februar: Lazar Branković, serbischer Despot (Herrscher)
- 06. März: Friedrich Reiser, deutscher Hussit und Waldenser (* um 1401)
- 11. März: Euthymius II., Erzbischof von Nowgorod und Pskow

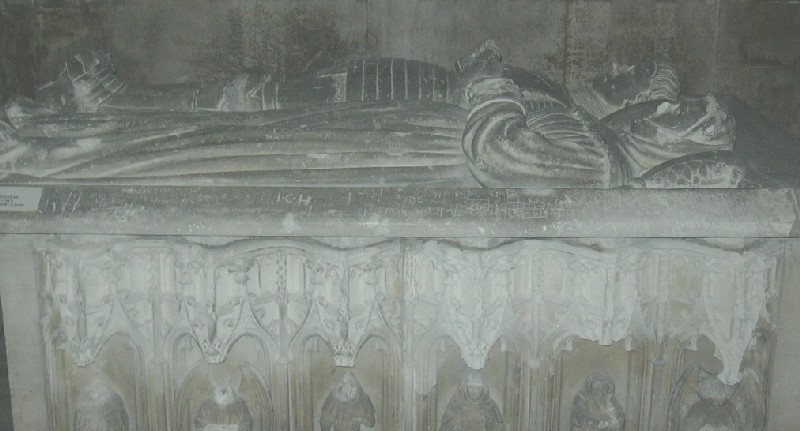
Sarkophag von Antoine de Vaudémont in der Église des Cordeliers in Nancy

- 22. März: Antoine, Graf von Vaudémont und Herr von Joinville (* um 1400)

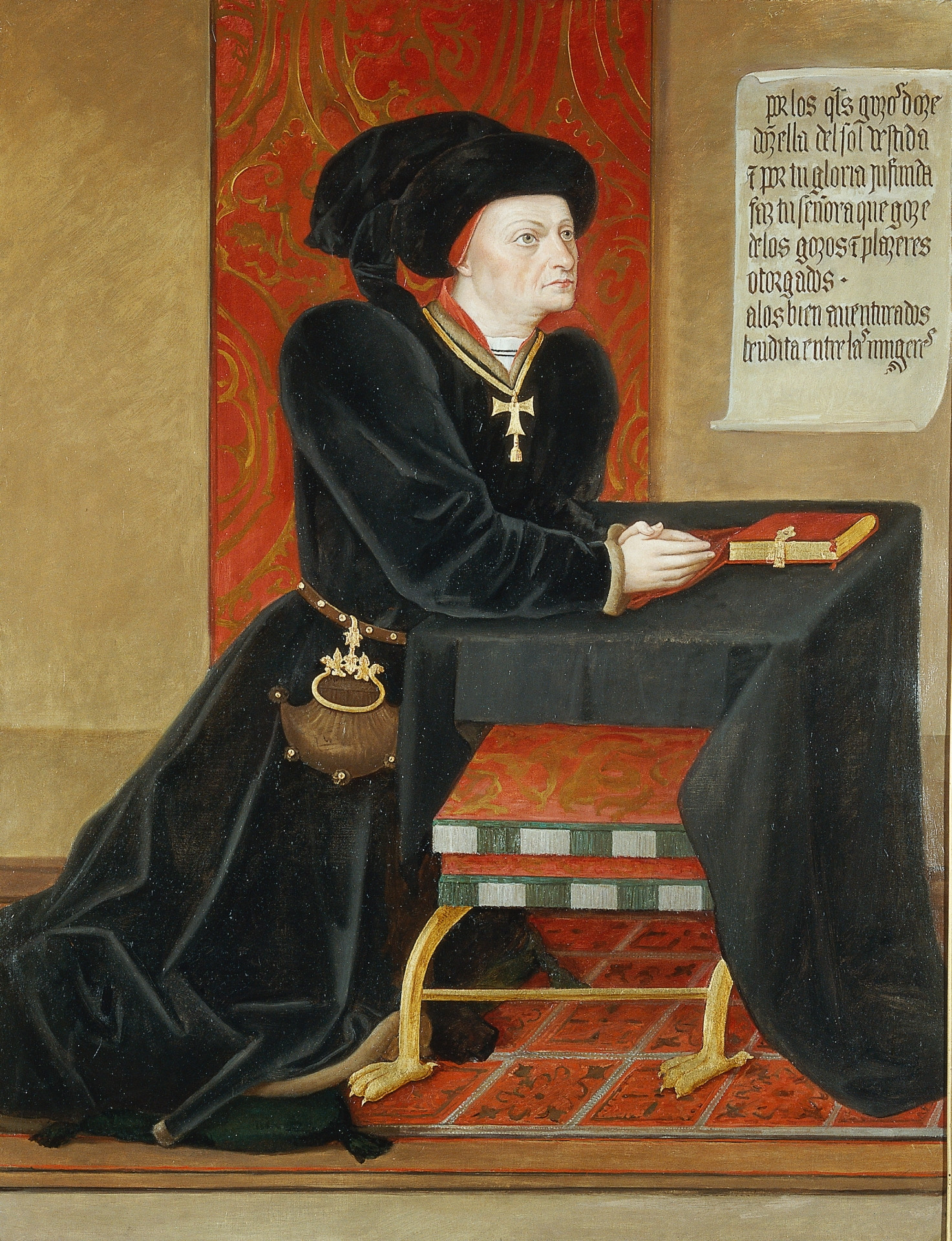
Iñigo López de Mendoza

- 25. März: Iñigo López de Mendoza, Marqués de Santillana, spanischer Staatsmann und Dichter (* 1398)
- 28. April: Matthäus Hagen, deutscher waldensischer Prediger
- 06. oder 7. Mai: Arnold von Rotberg, Fürstbischof von Basel (* um 1394)
- 14. Mai: Juan de Segovia, spanischer Theologe und Vertreter des Konziliarismus (* um 1395)
- 20. Mai: Leonhard Wismair, Bischof von Chur (* um 1400)
- 21. Mai: Petr Aksamit z Lidéřovic a Kosova, tschechischer Landedelmann und Heeresführer (* um 1400)
- 29. Mai: Hermann von Sachsenheim, deutscher Dichter (* um 1365)

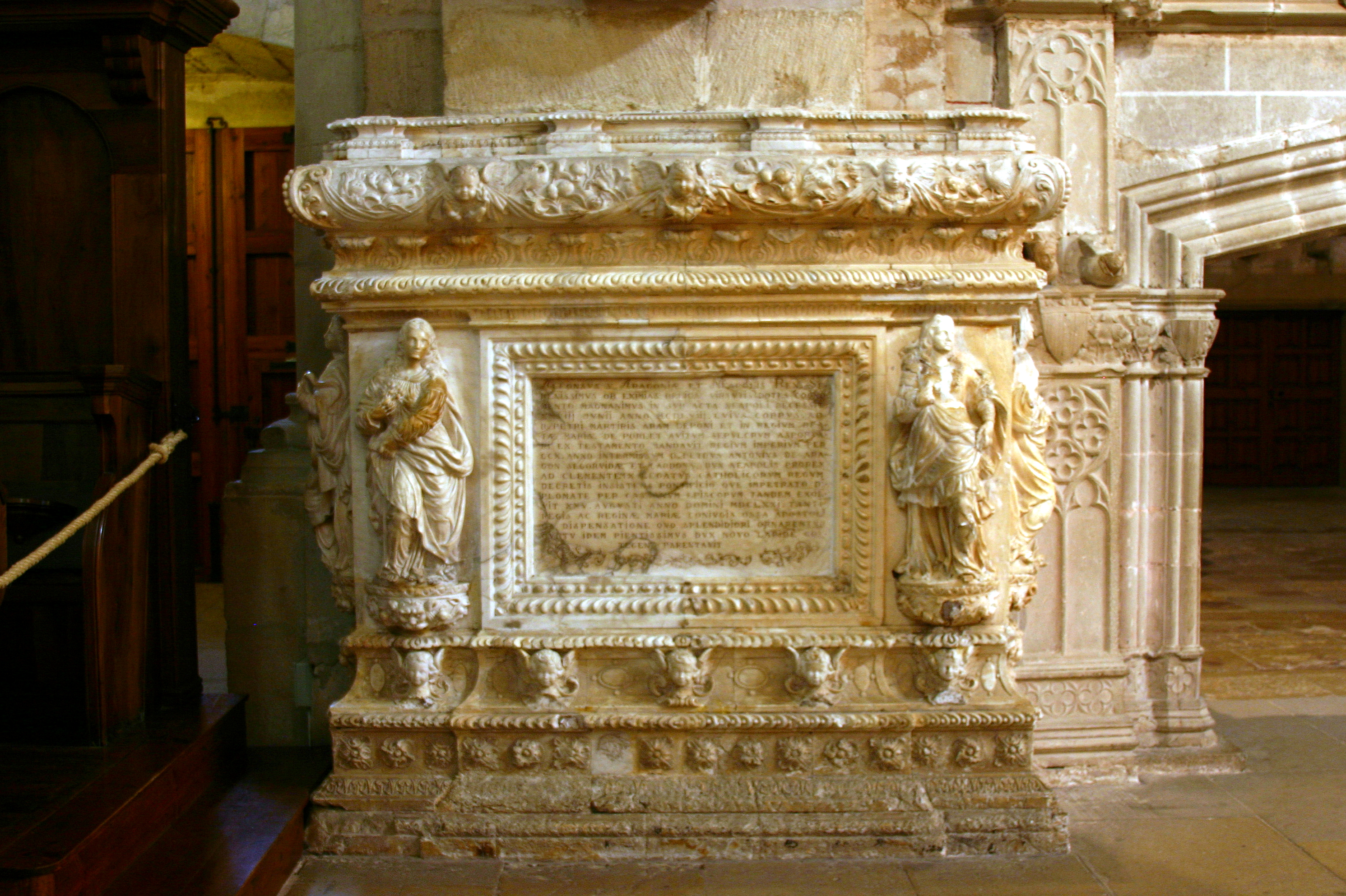
Grabmal Alfons V.

- 27. Juni: Alfons V., der Großmütige, König von Aragón, Neapel und Sizilien (* 1396)

### Zweites Halbjahr
- 08. Juli: Gottfried Lange, Bischof von Schwerin (* um 1425)
- 14. Juli: Domenico Capranica, italienischer Kardinal (* 1400)
- 15. Juli: Bernhard II., Markgraf von Baden, Patron des Erzbistums Freiburg (* 1428/1429)
- 26. Juli: Johann II., König von Zypern und Titularkönig von Jerusalem und Armenien
- 06. August: Alonso de Borja, unter dem Namen Calixt III. Papst (* 1378)
- 18. August: Wilhelm IV. von Angelach-Angelach, deutscher Reichsritter
- 26. September: Pedro Luis de Borja, aragonesischer Adeliger, Mitglied der Familie Borgia (* 1432)
- 01. Oktober: Margaretha von Ahaus, Äbtissin im Stift Freckenhorst (* 1383)
- 4./5. Oktober: Elsebe van Delden, niederländische Ordensfrau und Prokuristin im Kloster Diepenveen (* 1371)
- 21. Oktober: Peter von Savoyen, Erzbischof von Tarentaise und Bischof von Genf (* um 1440)
- 21. November: Andrieu d’Humières, burgundischer Adeliger und Militär
- 26. Dezember: Arthur III.,  Connétable von Frankreich und Herzog der Bretagne (* 1393)

### Genaues Todesdatum unbekannt
- Magdalena Beutler, katholische Mystikerin (* 1407)
- Domenico Gattilusio, Archon von Lesbos und Thasos (* um 1415)